# Rectopalicus
Rectopalicus is een geslacht van kreeftachtigen uit de klasse van de Malacostraca (hogere kreeftachtigen).

## Soorten
- Rectopalicus amphiceros Castro, 2000
- Rectopalicus ampullatus Castro, 2000
- Rectopalicus woodmasoni (Alcock, 1900)